# آن هوپر
آن هوپر یا آنه هوپر (متولد ۱۹۴۱) یک نویسنده و سکس درمانگر اهل بریتانیا است. او از پیشگامان تشکیل گروه درمانی برای زنان مبتلا به اختلالات جنسی است. هوپر مقالات بی شماری را از ۱۹۹۰ تا کنون در روزنامه دیلی میل جهت معرفی اختلالات جنسی به نگارش در آورده است. همچنین هوپر بنیانگذار انجمن فیلم Tetbury در بریتانیا می‌باشد.

## آن هوپر در ایران
در سال ۱۳۸۳ حمیدرضا شیرمحمدی که دارای مدرک تحصیلی پزشکی عمومی می‌باشد کتابی از آن هوپر به نام Ultimate sex guide را تحت عنوان «راهنمای جدید پیشگیری از اختلالات جنسی» ترجمه و با یک دستبرد فکری خود را مؤلف این کتاب معرفی نمود. و با عنوان ناشر مؤلف اقدام به فروش آن کرد.